# セルゲイ・ロザノフ (植物学者)
セルゲイ・ロザノフ（ロシア語:  Сергей Васильевич Розанов, ラテン文字転写: Sergei Matveevič Rosanoff、1840年1月20日 - 1870年11月21日）はロシアの植物学者である。1860年代後半、サンクトペテルブルク植物園の主任植物学者を務めた。ロシアにおける近代植物学の先駆者である。

## 略歴
現在のラトビアのイェルガヴァ（ミッタウ:Mittau）の高校で学んだ後、サンクトペテルブルク大学で、物理と数学を学び、1863年に卒業した。財務省から奨学金を得て、3年間、ドイツやフランスの植物園に留学し、1866年にパリで海洋植物の呼吸に関する研究の論文を発表した。1866年にサンクトペテルブルクに戻り、植物学ライブラリの司書を務めた後、サンクトペテルブルク植物園の主任研究員となった。ロシアではあまり進んでいなかった植物生理学の分野での研究を行った。
学術雑誌「Naturalist」（Натуралист）に定期的に寄稿し、多くの科学論文を発表した
。サンクトペテルブルク博物学協会（Санкт-Петербургского общества естествоиспытателей）の創立メンバーであり、その紀要に多くの論文を発表した。近代植物生理学を築いた、ユリウス・フォン・ザックスの著書の翻訳も行った。サンクトペテルブルクの技術学校や鉱山学校で教えた。
しかし、肺と心臓の疾患にかかり、イタリアのパレルモに静養に赴く途中で、わずか30歳で没した。没後、植物病理学の著作が出版された。

## 著作[2]
- About crystals in the core of Kerria japonica. 1865.
- On the development of fruitful dust in Mimoseae 1865.
- Morphological investigations in embryology 1866.
- About the deposits of silica in some plants 1864.
- On crystal druses inside plant cells
- Description of a table serving for microscopic observations at different temperatures